# دریای نروژ
دریای نروژ (به نروژی: Norskehavet)، نام بخشی از اقیانوس اطلس شمالی است. این پهنه آبی در شمال باختر نروژ، بین دریای شمال و دریای گرینلند واقع شده‌است.
دریای نروژ در شمال شرق به دریای بارنتز محدود می‌شود. دریای نروژ از سمت جنوب غرب به وسیله یک رشته‌کوه زیرآبی که بین ایسلند و جزایر فارو کشیده شده از اقیانوس اطلس جدا می‌شود. از سمت شمال نیز رشته‌بلندی‌های زیردریایی یان ماین آن را از دریای گرینلند جدا می‌کند.
برخلاف بیشتر دریاهای دیگر، کف دریای نروژ بخشی از فلات قاره را تشکیل نمی‌دهد و به این خاطر عمق آن زیاد است و به‌طور میانگین در حدود ۲ کیلومتر ژرفا دارد. ذخایر غنی نفت و گاز طبیعی در کف این دریا موجود است و در مناطقی که حدود یک کیلومتر عمق دارند بهره‌برداری از آنها جریان دارد.
در مناطق ساحلی دریای نروژ ماهی‌های فراوانی یافت می‌شود که از بخش شمالی اقیانوس اطلس یا دریای بارنتز برای تخم‌ریزی به این محل می‌آیند.
جریان آب گرم شمال اقیانوس اطلس باعث شده که دمای آب دریای نروژ نسبتاً بالا باشد و برخلاف دریاهای قطبی، دریای نروژ در بیشتر فصول سال یخ نمی‌بندد. پژوهش‌های تازه نشان داده‌است که دریای نروژ با حجم زیاد آب و قابلیت بالای جذب گرمایی که دارد، تأثیرگذارتر از گلف استریم برای معتدل کردن هوای نروژ عمل می‌کند.
بزرگ‌ترین شهری که کمابیش در کناره دریای نروژ قرار گرفته شهر تروندهایم در کشور نروژ است.
دریای نروژ در حدود ۲۵۰ میلیون سال پیش شکل گرفته‌است. شکل‌گیری آن در پی جدا شدن تدریجی صفحه اوراسیایی و صفحه آمریکای شمالی که شامل گرینلند می‌شود از هم، رخ داده‌است.

## نگارخانه

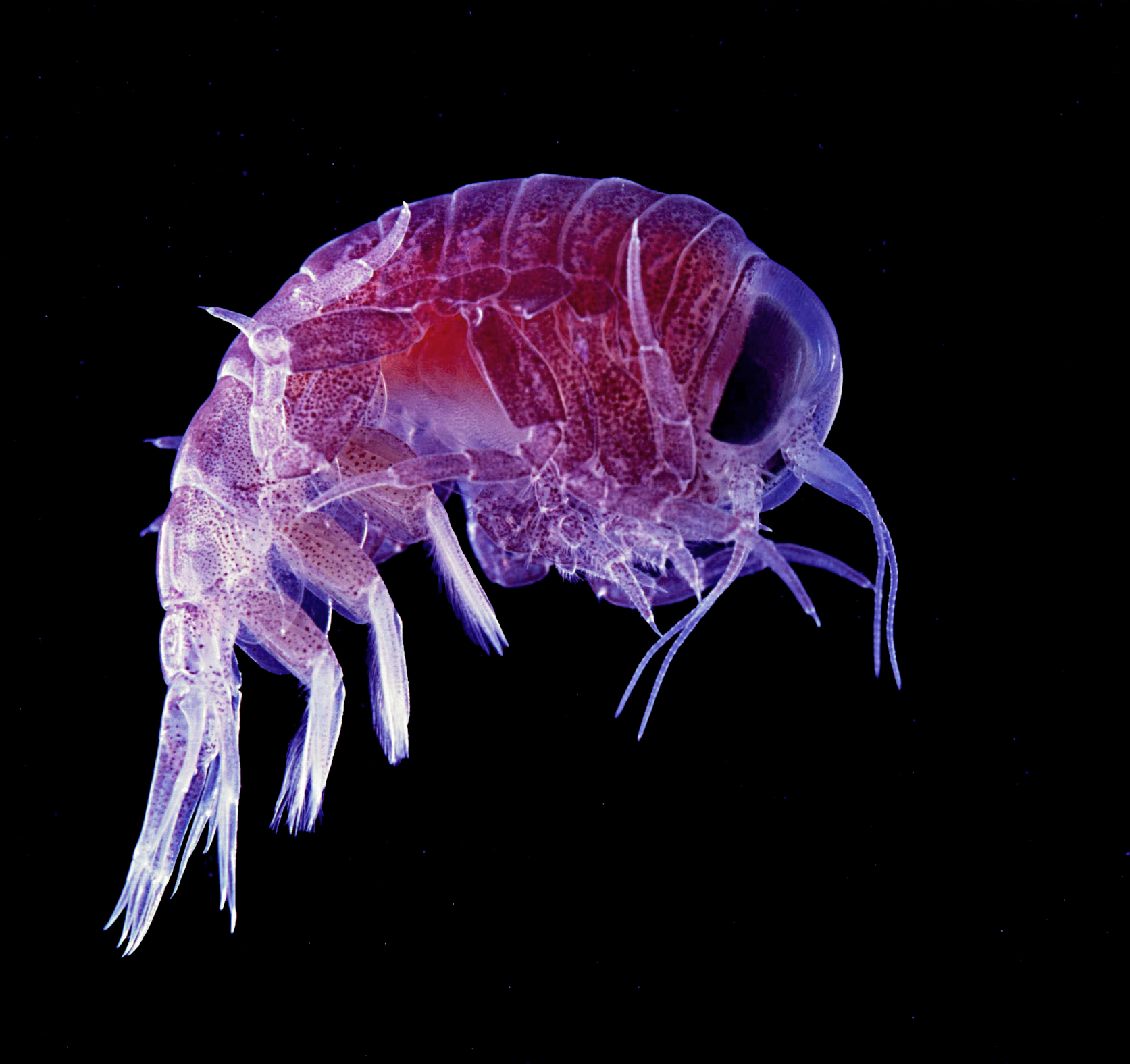
Hyperiidea
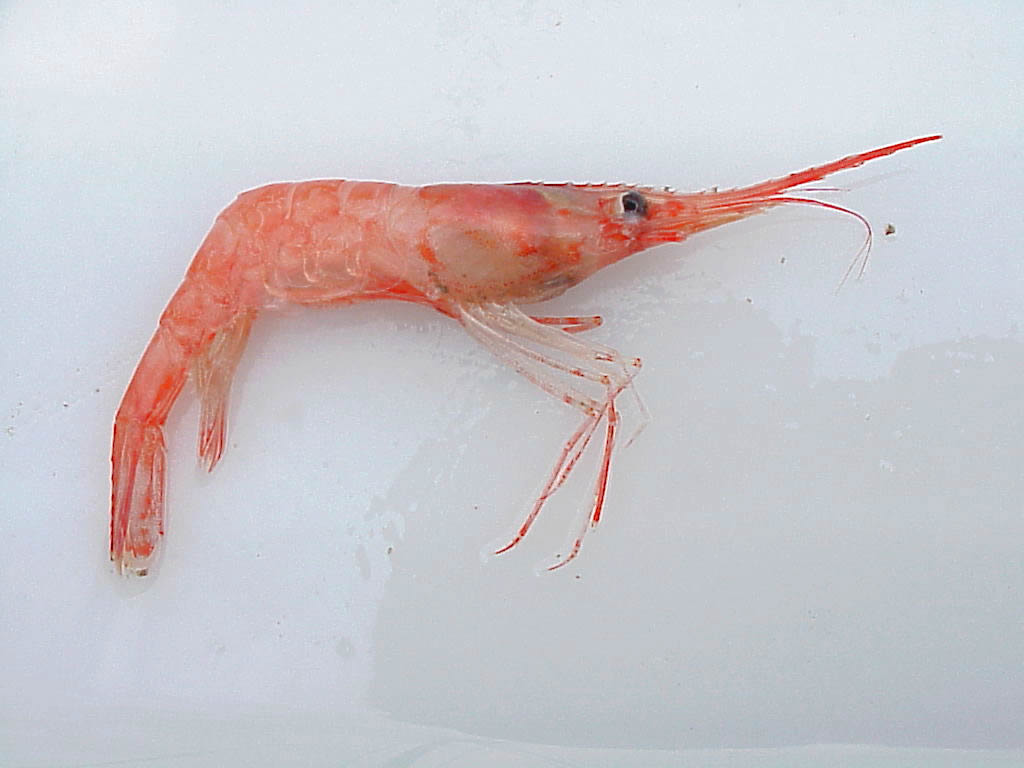
Shrimp Pandalus borealis
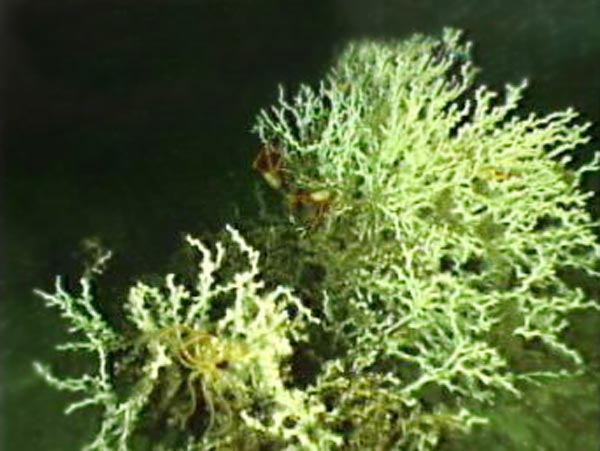
Lophelia pertusa
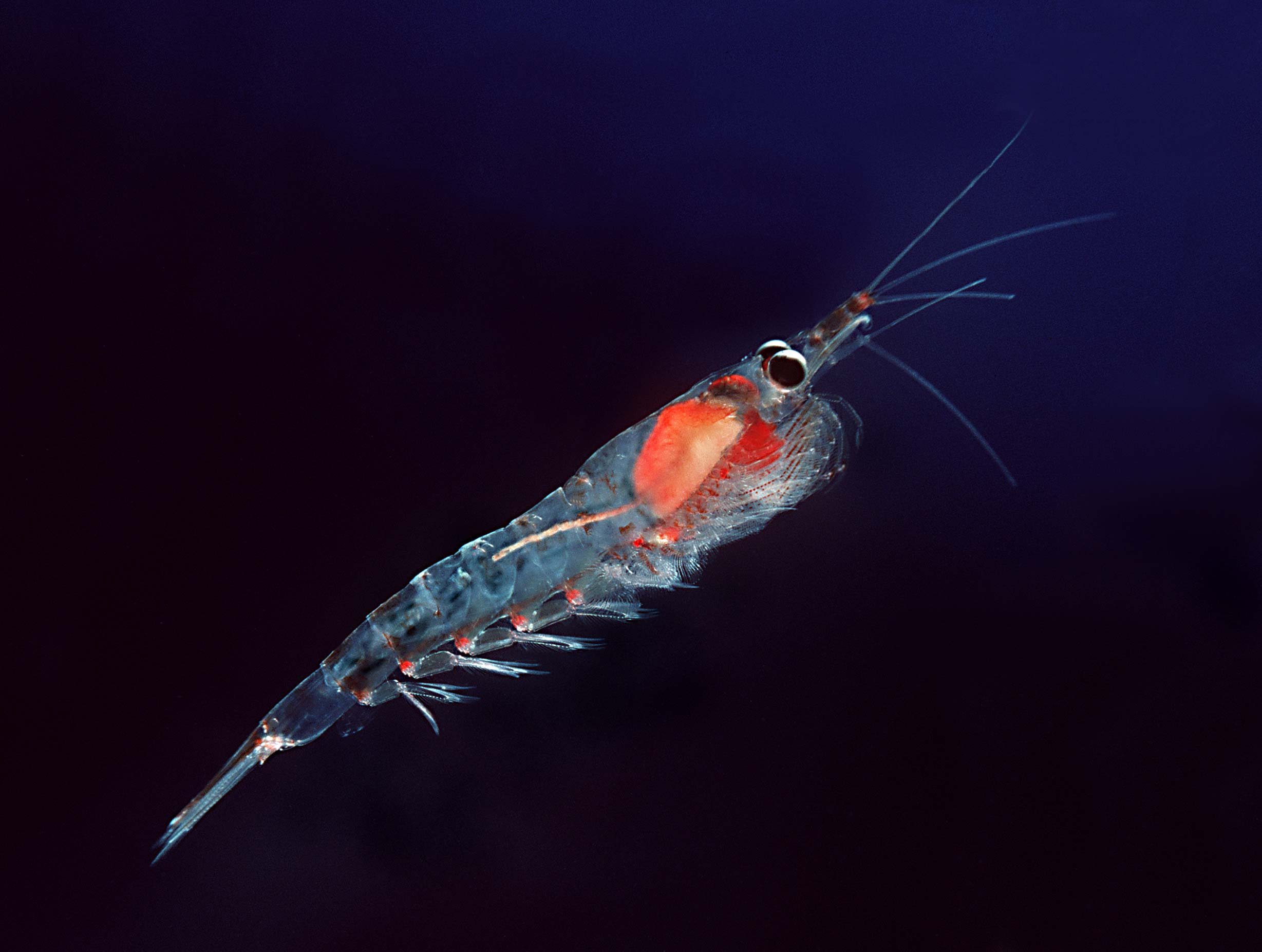
Meganyctiphanes norvegica